# 米子駐屯地
米子駐屯地（よなごちゅうとんち、JGSDF Camp Yonago）は、鳥取県米子市両三柳2603に所在し、第8普通科連隊等が駐屯する陸上自衛隊の駐屯地。航空自衛隊美保基地内の美保分屯地が隷属する。

## 概要
最寄の演習場は、日光演習場。駐屯地司令は、第8普通科連隊長が兼務。
米子駐屯地は東に大山、西に島根半島、北に日本海を望む風光明媚な弓ヶ浜半島の基部に1950年（昭和25年）12月、旧逓信省航空機乗員養成所跡地に警察予備隊として発足、約1,000名で創設された。
2018年（平成30年）3月に航空自衛隊美保基地内に美保分屯地を開設。
米子駐屯地北側に接する国道431号を越えた場所に野外訓練場がある。

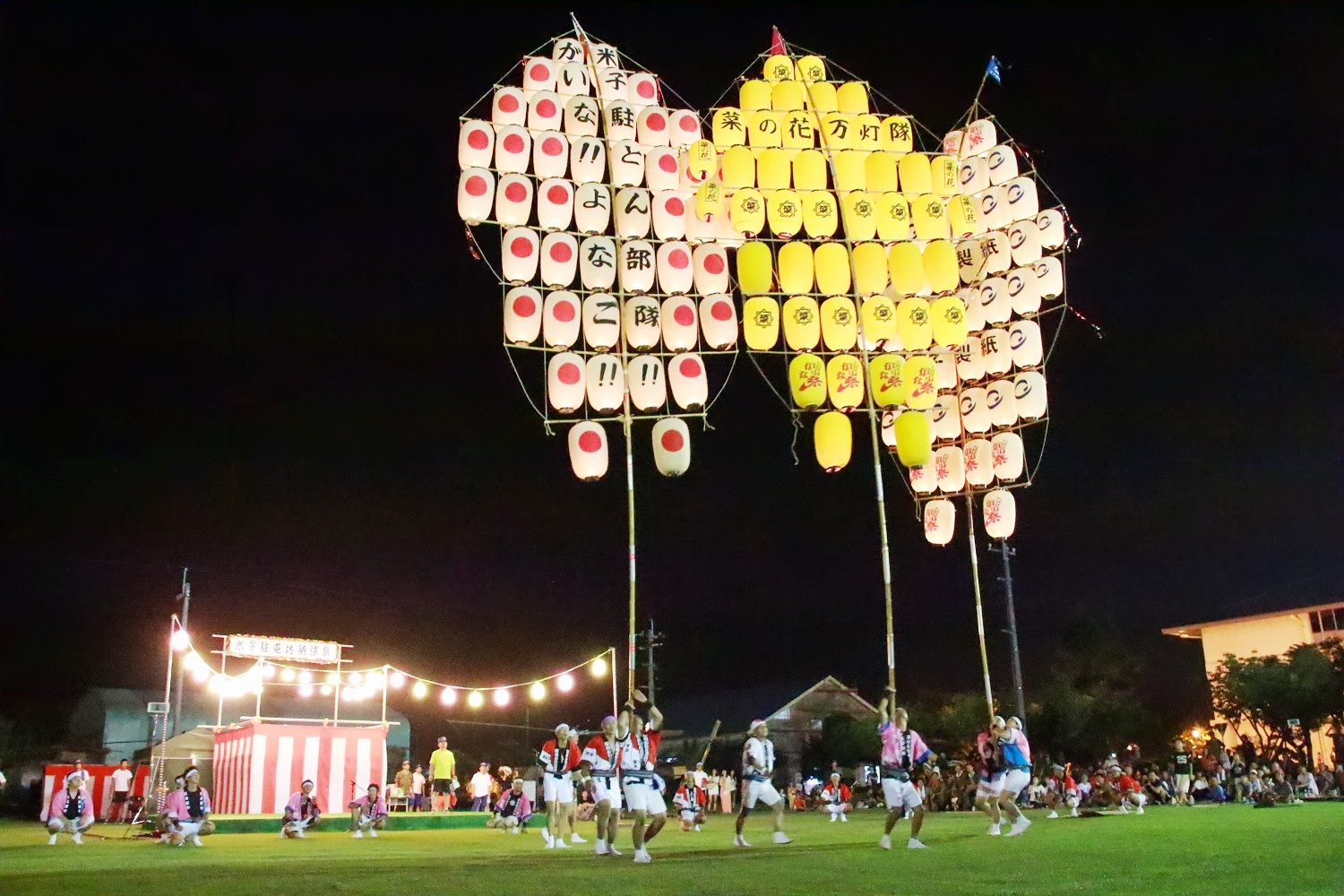
米子駐屯地納涼祭

## 沿革
警察予備隊
- 1950年（昭和25年）8月：米子市議会が警察予備隊の駐屯を要請。
  - 11月：広島県海田市駐屯地から36名の設営隊到着。
  - 12月：舞鶴市（松ヶ崎キャンプ）から989名、呉市（広キャンプ）から15名移駐、逓信省航空機乗員養成所跡地に警察予備隊米子駐屯部隊新編。
- 1951年（昭和26年）12月：米子駐屯部隊は第8連隊第3大隊と改称。
- 1952年（昭和27年）1月19日：第8連隊第3大隊が第7連隊第2大隊に改称。

陸上自衛隊米子駐屯地
- 1954年（昭和29年）7月1日：陸上自衛隊へ移管[1]。
- 1955年（昭和30年）10月21日：第7普通科連隊第2大隊が再び第8普通科連隊第2大隊に改称。
- 1962年（昭和37年）1月18日：第13師団創設に伴い、第8普通科連隊3大隊を基幹部隊として第8普通科連隊が編成完結。
- 1999年（平成11年）3月29日：第13師団から第13旅団への改編により第8普通科連隊が軽普通科連隊へ改編。
- 2004年（平成16年）3月29日：第13後方支援隊第2整備中隊第1普通科直接支援小隊（第8普通科連隊を支援）を新編。
- 2008年（平成20年）3月26日：第13旅団改編（即応近代化旅団）。
- 2010年（平成22年）10月：米子駐屯地創設60周年。
- 2018年（平成30年）3月27日：航空自衛隊美保基地内に美保分屯地を開設。
- 2023年（令和05年）3月16日：第101電子戦隊第5電子戦小隊が新編。

## 駐屯部隊

### 中部方面隊隷下部隊
- 第13旅団
  - 第8普通科連隊
  - 第13後方支援隊
    - 第2整備中隊
      - 第1普通科直接支援小隊：第8普通科連隊を支援
- 中部方面会計隊
  - 第356会計隊
- 中部方面システム通信群
  - 第104基地システム通信大隊
    - 第312基地通信中隊
      - 米子派遣隊
- 米子駐屯地業務隊

### 陸上総隊轄部隊
- 電子作戦隊
  - 第101電子戦隊
    - 第5電子戦小隊[2]

### 防衛大臣直轄部隊
- 中部方面警務隊
  - 第132地区警務隊
    - 米子派遣隊

## 最寄の幹線交通
- 高速道路：米子自動車道米子IC
- 一般道：国道9号、国道180号、国道181号、国道431号、鳥取県道317号両三柳西福原線、鳥取県道52号岸本江府線
- 鉄道：JR西日本境線三本松口駅
- バス：日本交通三柳・富益線自衛隊正門前バス停
- 港湾：境港、鳥取港（重要港湾）
- 飛行場：美保飛行場（米子空港、米子鬼太郎空港、共用空港）、鳥取空港（鳥取砂丘コナン空港、地方管理空港）、出雲空港（出雲縁結び空港、地方管理空港）、隠岐空港（隠岐世界ジオパーク空港、地方管理空港）

## 重要施設
- 島根原子力発電所（出力128.0万kw。BWR、3号機はABWR。予定出力137.3万kW）（島根県松江市）
- 俣野川発電所（出力120.0万kW。水力）（日野郡江府町）
- 日野変電所（超高圧変電所）（西伯郡伯耆町）
- 智頭変電所（超高圧変電所）（八頭郡智頭町）
- 鹿島変電所（一次変電所）（島根県松江市）
- 北松江変電所（一次変電所）（島根県松江市）